# Auberville-la-Campagne
Auberville-la-Campagne település Franciaországban, Seine-Maritime megyében. Lakosainak száma 642 fő (2018. január 1.). Auberville-la-Campagne Anquetierville, La Frénaye, Grand-Camp, Lintot és Touffreville-la-Cable községekkel határos.

## Népesség
A település népességének változása:
| Lakosok száma | 321  | 301  | 292  | 401  | 531  | 619  | 654  | 667  | 634  | 642  |
|               | 1962 | 1968 | 1975 | 1982 | 1990 | 2008 | 2013 | 2015 | 2017 | 2018 |